# Sol (bůh)
Sol je starověký římský bůh Slunce, jehož kult v pozdní fázi římského císařství, pod vlivem Mithrova kultu a zejména pod náboženskými reformami císaře Aureliana vykazoval tendence monoteismu a státního náboženství pro celou římskou říši. To se stalo oficiálním až ve 3. století n. l.. V této době je coby nejvyšší Bůh znám jako Sol Invictus („Nepřemožitelné Slunce“), je spjat s císařským kultem a je vyobrazován na římských mincích spolu s podobiznami císařů, které jsou někdy ozdobeny korunou z paprsků. Než došlo k těmto změnám, byl na počátku starší zanedbatelný kult Sola zvaného Sol Indiges („rodícího se Slunce“) na Quirinalu. Oba kulty jsou podobami téhož římského boha Slunce. Bůh zároveň figuroval také ve vlivných Mithrových mystériích.
Pohanské kulty Sola i Mithry tak měly do jisté míry vliv na rodící se křesťanství. S kultem souvisel svátek Dies Natalis Solis Invicti, který se slavil vždy 25. prosince. Posvátným dnem byla neděle zvaná dies Solis (anglicky sunday).

## Rozvoj kultu

### Řecký původ

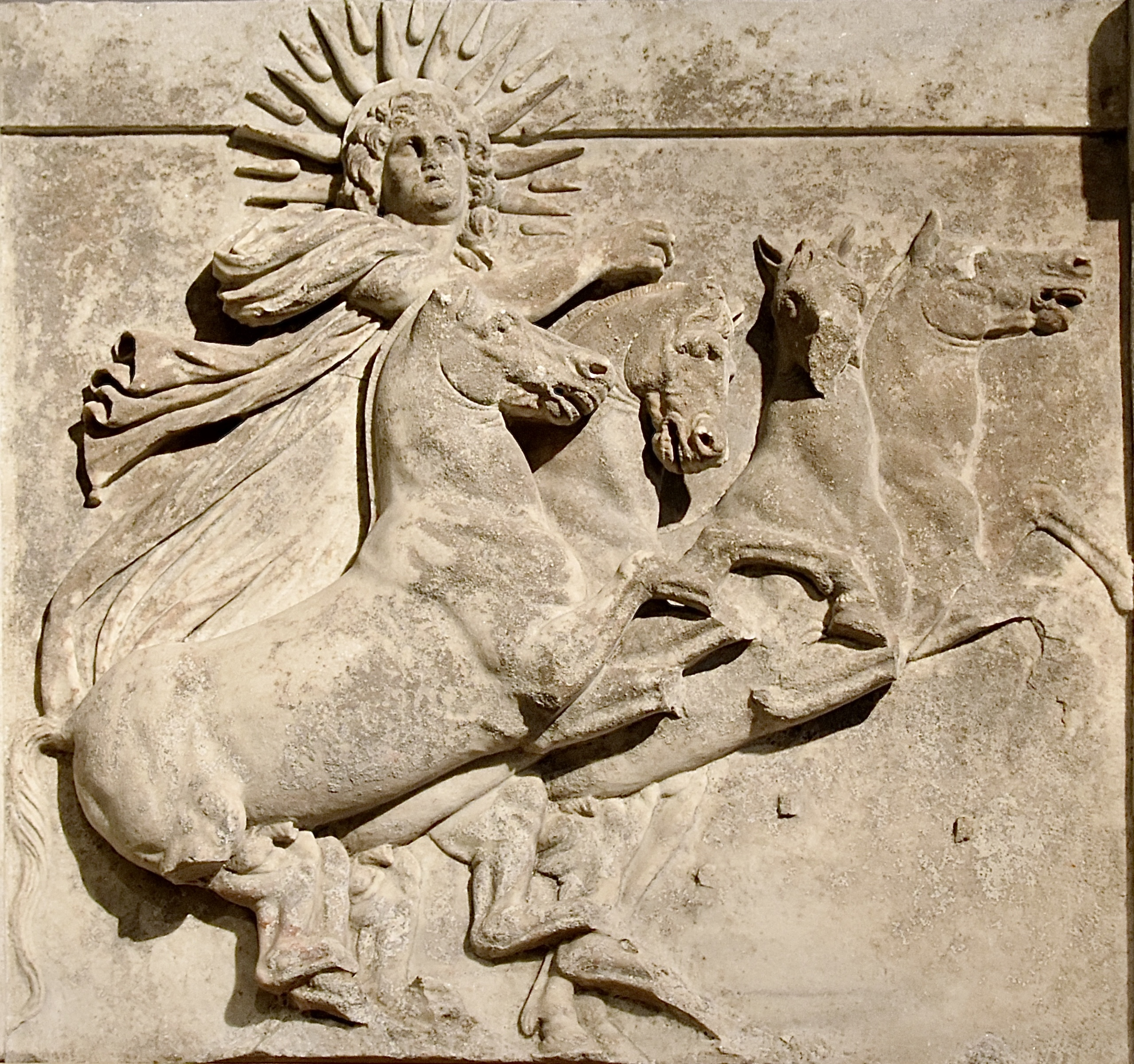
Hélios

Etruskové, kteří měli významný vliv na formování římského náboženství, ctili svého boha Slunce, který se jmenoval Usil. V Římě byl kult slunečného boha Sola zaveden údajně již za krále Tita Tatia, tedy krátce po založení samotného města. K významnému posunu v solárním kultu došlo, když se staří Římané octli pod silným vlivem Řeků a jejich Héliova kultu.

### Sol Indiges
Nejstarší kult slunečního boha je v Římě doložen na Quirinalu, kde byl uctíván jako Sol Indiges („rodící se Slunce“). Dle nejrozšířenější verze historiků se jednalo o málo významného okrajového boha agrárního typu a jeho kult byl významově zastíněn ostatními. K velkému obratu dochází v pozdním období císařství.

### Sol Invictus Elagabal

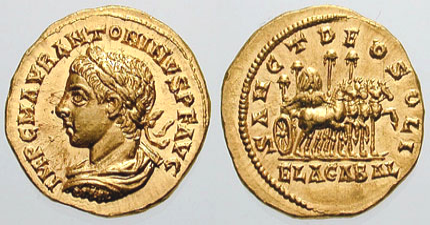
Heliogabalův aureus s votivním nápisem na reversu: „Svatému slunečnímu bohu Élá-gabálovi“ (SANCT DEO SOLI ELAGABAL)

Promyšlené Aurelianově reformě předcházela zbrklá snaha císaře Heliogabala povýšit jeho vlastního syrského slunečního boha Élá-gabála z Emesy na hlavní říšské božstvo, jehož on sám byl původně vrchním knězem. Každý rok jezdil výstřední Heliogabalus ve voze po Římě spolu s Élá-gábalovou podobou (posvátným meteoritem) a nechal razit mince se svou podobiznou a kamenem boha umístěném v chrámu (Elagabalium) nebo ve vozu, aureus nesl votivní nápis „Svatému slunečnímu bohu Élá-gabálovi“. Také vyhlásil, že Židé, Samaritáni a křesťané mohou v Elagabaliu provádět své obřady, aby došlo k sjednocení mystérií. Heliogabalus mimo jiné započal synkretické mísení tradičních římských a syrských-semitských božstev. Císařovo počínaní vyvolalo mezi konzervativními Římany vlnu nevole a výstřelek nakonec ztroskotal se smrtí svého autora. Přestože si Heliogabalův orientální kult nenašel mezi Římany dostatek ctitelů, splynul po jeho smrti se Solem a ovlivnil tak další rozvoj římského slunečního kultu.

### Sol Invictus Mithras

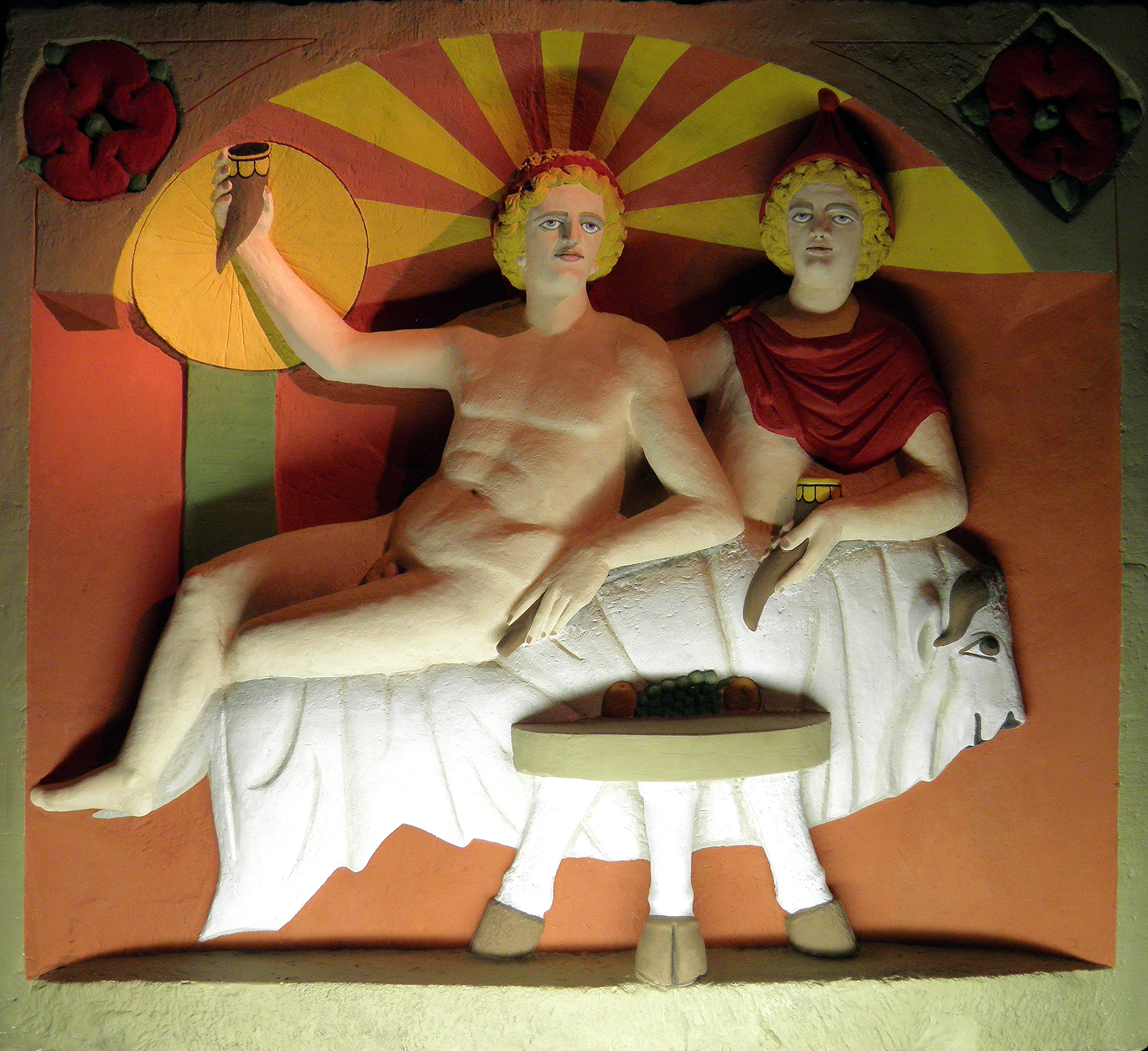
Reprodukce hostiny Mithry se Solem na hřbetu skoleného býka, datováno rok 130, muzeum v Ladenburku, Německo

V pozdním období císařství dochází k obratu v postavení boha Slunce. Pod silným vlivem solárních kultů z východních provincií nabývá významu také římský Sol. V té době splývá s kultem jiného slunečním boha přijatým nedávno Římany a tím byl původem perský Mithra (resp. latinsky Mithras), po ovládnutí Kilíkie a Arménie byla víra v Mithru ve značně zhelénizované podobě přijata arménskými legiemi. Poté se mithraismus rychle rozšířil prostřednictvím římských legionářů po celé říši a Sol byl včleněn do legendy o životě a skutcích perského boha Slunce. Mithrův kult se stal populární zejména u římských vojáků a úředníků, ale své ctitele si našel také v nejvyšších kruzích včetně císařů. Byl však vojenského charakteru (zasvěcenci museli během tajných zdolávat různé překážky či nástrahy) a přístupný pouze mužům, takže v okolí Mithrových svatyní rostly chrámy zasvěcené jiným kultům, různým bohyním apod. Z tohoto důvodu se Mithrův kult nemohl stát většinovým státním náboženstvím a z pohledu většinové římské společnosti zůstával kvůli své uzavřenosti a východní exotičnosti kultem mystérijním a orientálním. Navíc v dobách římských válek s Persií vyvolával uzavřený kult s bohem perského původu určitou nedůvěru.

### Aurelianova reforma

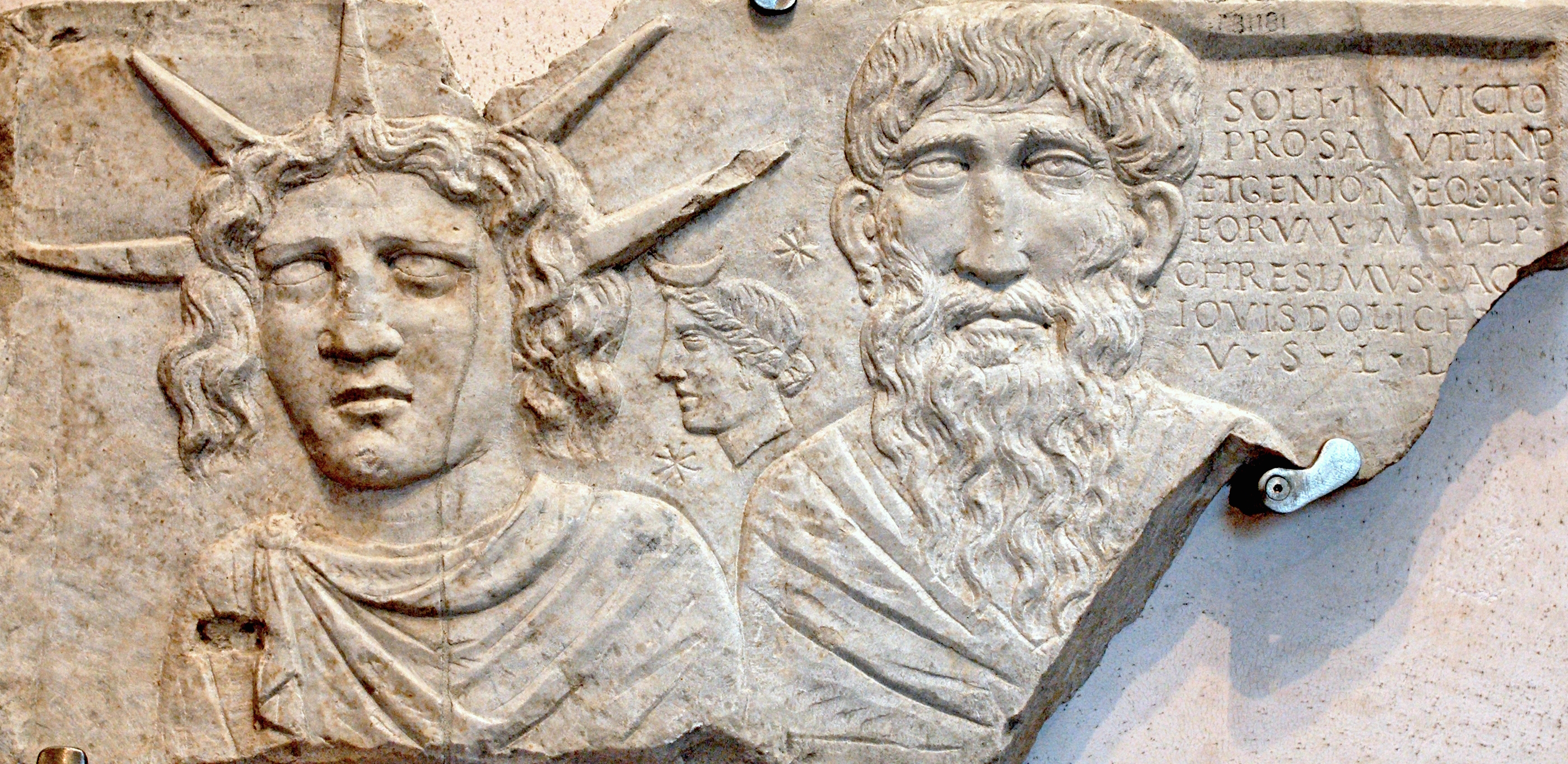
Stéla božstva Sol Invictus

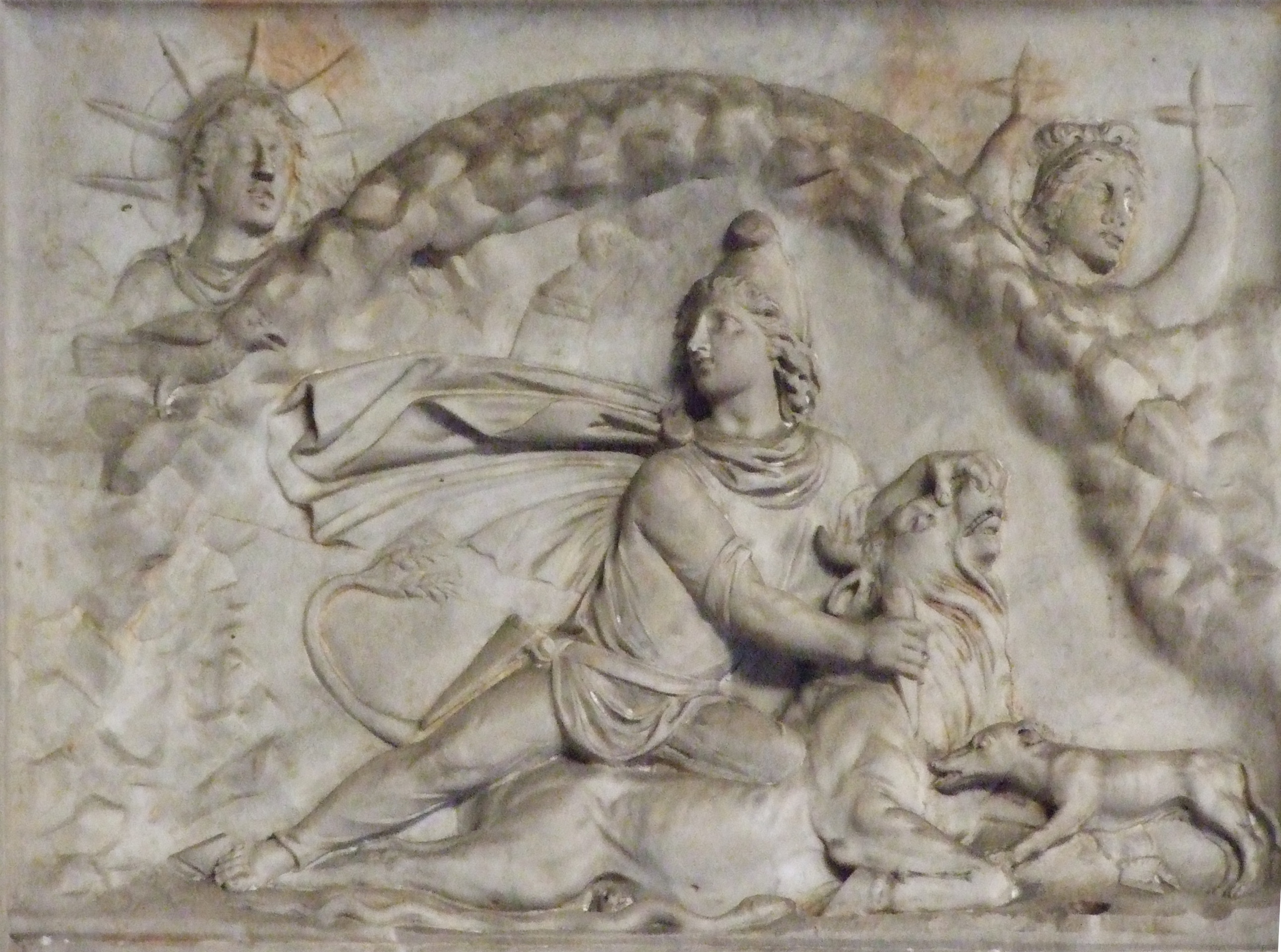
Basreliéf věnovaný „Bohu Nepřemožitelnému Slunci“ (Sol Invicto Deo) s tauroktonií (výjevem v Mithrových mystériích), na níž (původem perský) Mithras usmrcuje býka, nad ním Sol s Lunou.

Po dobytí Palmýry císař Aurelianus, aby posílil náboženskou jednotu říše, povýšil dosavadní kult boha Slunce na úroveň státního náboženstvít, čímž povýšil boha zvaného Sol Invictus („Nepřemožitelné Slunce“) na nejvyššího boha římského pantheonu. Rozhodnutí císaře Aureliana bylo oznámeno všem obyvatelům říše, civilistům i vojákům, na východě i na západě. Všichni lidé měli od nynějška věřit v jediného Boha, aniž by přitom zavrhli svá vlastní božstva.

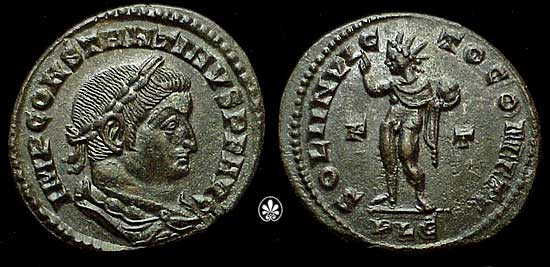
Mince Konstantina I.

Střediskem kultu byl nový, bohatě vyzdobený chrám, postavený v Římě z finančních prostředků získaných z kořisti z války proti Palmýře. Ačkoliv se Aurelianus vyhýbal pronásledování stoupenců jiných náboženství, během svého krátkého panování se přesto snažil prosazovat princip „jeden bůh, jedna říše“, který si o několik desetiletí později přivlastnil Konstantin I. Filozof Lactantius dokonce tvrdil, že kdyby bylo Aurelianovi dáno více času, zřejmě by postavil mimo zákon všechny ostatní bohy. Na některých mincích se objevuje Aurelianův titul deus et dominus natus („bůh a přirozený pán“), který jen v nepatrně pozměněné formě přejal Diocletianus. Sluneční bůh je stále tradičně vyobrazován na mincích dalších císařů včetně Konstantina I., císaře, kterému již křesťanské legendy přisuzují konverzi ke křesťanství.

## Vliv kultu na křesťanství

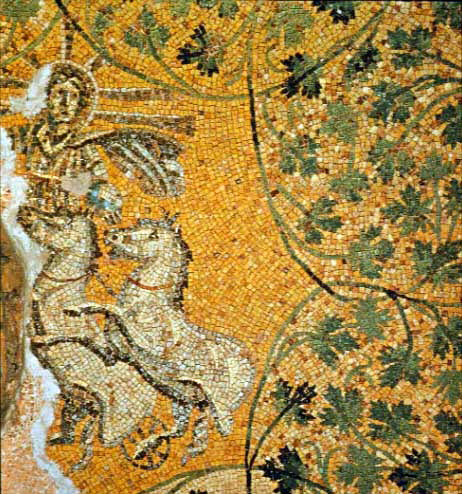
Mozaika ve vatikánské nekropoli zobrazující Sola, údajně Krista, ten má ale zde nepochybně atributy slunečního boha.

Solův kult vykazoval známky monoteismu a později částečně ovlivnil i rodící se křesťanství. Jak již bylo zmíněno výše, svátek slavený vždy 25. prosince měl v určitém směru vliv na křesťanské Vánoce.
Jako Sol se označuje sluneční den na Marsu a řada dalších pojmů.